# نوویه چبنکی
نوویه چبنکی (انگلیسی: Novyye Chebenki) یک شهرک در شهرستان زیانچورینسکی استان باشقیرستان کشور روسیه است.